# Church of St. Giles (Risby)

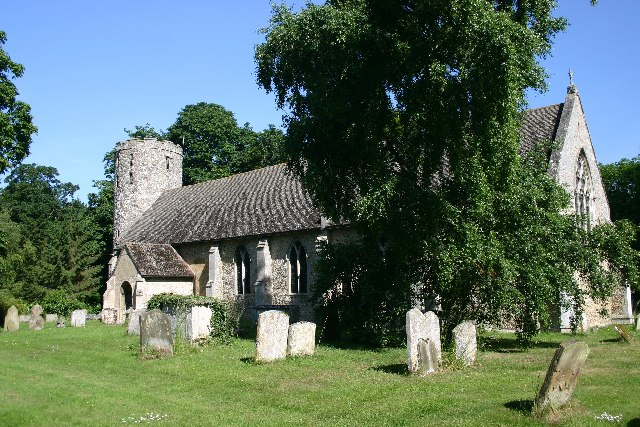
St. Giles in Risby

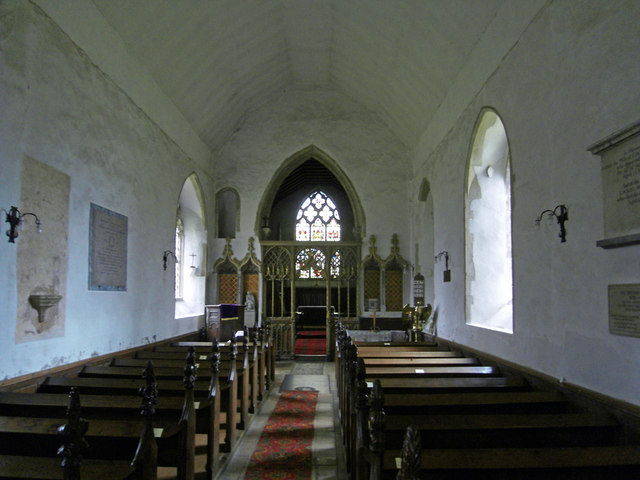
St. Giles in Risby, Innenraum

Die Rundturmkirche St. Giles in Risby liegt nördlich der Autobahn A14 etwa 5,5 km westlich von Bury St Edmunds in dem kleinen Dorf Risby in Suffolk in England. Die Kirchengemeinde gehört zur anglikanischen Church of England.

## Baubeschreibung
Die aus Flint und Muschelkalk errichtete Kirche steht an der Hauptstraße. Sie hat im Westen einen runden Turm, ein langes hallenartiges Schiff und einen gleich hohen Chor aus dem 12. Jahrhundert. Die wesentlichen romanischen Merkmale sind der Turm und der Chorbogen.
Der romanische Turm stammt offenbar aus vornormannischer Zeit, obwohl er ein Merkmal normannischen Kirchenbaus in der Region ist. Je ein hoch gelegenes schmales Lanzettfenster mit monolithischen Rundköpfen im Norden und Süden ist original. Die Glockenbühne ist mit jüngeren rundköpfigen Fenstern versehen. Sie liegen in zwei Reihen zu je drei Öffnungen im Süden und je zwei im Norden. Die einzelne Glocke stammt aus dem 14. Jahrhundert. Das Westfenster und der zinnenartige Rundgang sind aus späterer Zeit. 
Das Schiff mit dem nur vom Innenraum aus sichtbaren zugemauerten ehemaligen Nordfenster muss aus dem 12. Jahrhundert stammen. Der steile, doppelt gefasste Chorbogen stammt aus dam 13. Jahrhundert, hat aber verzierte Seitenpfeiler aus dem 12. Jahrhundert. An seiner Ostseite wurden geschnitzte Keilsteine des 12. Jahrhunderts wieder verwendet. Aus dem 13. Jahrhundert stammen eines der Lanzettfenster in der nördlichen Wand des Kirchenschiffs, das südliche Chorportal und die beiden Portale im Kirchenschiff. Das südliche erhielt im 15. Jahrhundert einen Vorbau. Ein großer Umbau fand in der ersten Hälfte des 14. Jahrhunderts statt, als die Wände des Schiffes und des Chores erhöht und Strebepfeilern hinzugefügt wurden. Zwei seitliche Maßwerkfenster wurden im Langhaus und im Chor eingefügt, und der Chor erhielt ein Ostfenster. 
Auf der Nordwand des Kirchenschiffs befinden sich Reste der Wandmalereien des 13. und 14. Jahrhunderts.